# Nordkaukasische Islamische Universität Scheich Muhammad Arif
Die Nordkaukasische Islamische Universität Scheich Muhammad Arif (russ. Северо-Кавказский исламский университет им. шейха Мухаммад-Арифа; Transkription: Sewero-Kawkasski islamski uniwersitet im. scheicha Muchammad-Arifa; wiss. Transliteration: Severo-Kavkazskij islamskij universitet im. šejcha Muchammad-Arifa; Abk. СКИУ / SKIU) befindet sich in Machatschkala (Makhachkala), der Hauptstadt von Dagestan. Sie wurde 1999 gegründet. Achmad Magomedowitsch Abdulajew ist ihr Rektor. Es ist die populärste bzw. führende islamische Bildungseinrichtung der Republik im Nordkaukasus.
Die in der Tradition der schafiitischen Rechtsschule (maḏhab) stehende religiöse Bildungseinrichtung wurde nach Scheich Muhammad Arif (1901–1976), einem Scheich der Nakschibendi- und Schadhili-Sufiorden (ṭarīqa) benannt, auf den die Silsila des Sufi-Scheichs Said Afandi al-Tschirkawi (1937–2012) zurückging. Sie hat die Adresse Dakhadaev-Straße 136 in Machatschkala.